# Coran de sang
 (octobre 2020).
Si vous disposez d'ouvrages ou d'articles de référence ou si vous connaissez des sites web de qualité traitant du thème abordé ici, merci de compléter l'article en donnant les références utiles à sa vérifiabilité et en les liant à la section « Notes et références ».
Le Coran de sang (en anglais Blood Quran) est un exemplaire du Coran commandité par le dictateur irakien Saddam Hussein en 1997 pour son soixantième anniversaire.

## Description
Le livre est composé de 605 pages, divisées en 114 chapitres (sourates) conformément à la structure traditionnelle du Coran. Chaque page est soigneusement calligraphiée avec le sang de Saddam Hussein, ce qui donne à l'ensemble du livre une couleur rougeâtre distinctive. Le Coran de sang est conservé dans une couverture en cuir de haute qualité, ornée de motifs dorés et de pierres précieuses. Le livre lui-même est assez grand, chaque page mesurant environ 60 cm de large et 90 cm de long. En plus de la calligraphie en sang, certaines pages du Coran de sang sont également ornées de dessins et de motifs artistiques, également réalisés en sang.

## Historique
A la fin des années 1990, Saddam Hussein, alors président de l’Irak, a fait une demande inhabituelle à un calligraphe nommé Abbas afin de commémorer son soixantième anniversaire : une copie du Coran écrite avec son propre sang. Pour réaliser ce projet, Saddam aurait offert son bras à une infirmière chaque semaine pendant deux ans pour qu’elle prélève suffisamment de sang. Les versions les plus couramment répétées indiquent que 2 à 4 litres de son sang ont été utilisés pour écrire les 605 pages du livre ,.
Une fois l’ouvrage terminé, il a été présenté en grande pompe. L’œuvre a été exposée dans une grande mosquée de Bagdad alors connue sous le nom de “Mère de toutes les batailles”, un bâtiment avec quatre minarets en forme de missiles Scud également commandés par Saddam. La télévision et la presse irakiennes, ainsi que certains médias internationaux, ont couvert l’événement.
Saddam Hussein aurait commandé cette édition spéciale pour remercier Dieu de l’avoir gardé en sécurité après de nombreuses “conspirations et dangers” tout au long de sa longue carrière politique,. Dans une lettre publiée par les médias officiels, Saddam Hussein a déclaré : "Ma vie a été en proie à des dangers où j’aurais dû perdre beaucoup de sang… mais comme je n’ai que très peu saigné, j’ai demandé à quelqu’un d’écrire les paroles de Dieu avec mon sang en signe de gratitude" ,.

## Controverses
La provenance du sang utilisé pour écrire le Coran de sang a été source de controverse. Selon les récits, Saddam Hussein aurait fait prélever son propre sang pour la réalisation de cet ouvrage,. Cependant, certains sceptiques ont remis en question la véracité de ces affirmations, suggérant que le sang utilisé pourrait ne pas provenir de Saddam Hussein lui-même, la santé du dictateur ne permettant pas de lui en prélever en telle quantité.
De plus, la méthode d’utilisation du sang a également été critiquée : le sang n’était pas utilisé directement, mais mélangé à des encres spéciales afin de préserver la durabilité et la lisibilité du texte,. Cette pratique a suscité des interrogations sur la pureté du sang utilisé et sur la conformité de l’ouvrage avec les enseignements de l’Islam. En effet, selon la tradition musulmane, le sang, une fois extrait du corps humain, est considéré comme impur,. Par conséquent, l’utilisation du sang pour écrire le Coran est vue par beaucoup comme un acte de blasphème,.